# Солодкі магнолії
«Солодкі магнолії» або «Милі магнолії» (англ. Sweet Magnolias) — американський серіал 2020—2023 рр. у жанрі романтики та драми та створений компанією Daniel L. Paulson Productions. В головних ролях — Джоанна Гарсіа, Брук Елліотт, Гетер Гедлі, Логан Аллен, Аннеліз Джадж.
Серіал, створений Шеріл Дж. Андерсон і заснований на романах Шеріл Вудс «Солодкі магнолії» .
Прем'єра серіалу на Netflix відбулася 19 травня 2020 року. У липні 2020 року серіал було продовжено на другий сезон. Прем'єра другого сезону з 10 серій відбулася 4 лютого 2022 року. У травні 2022 року серіал було продовжено на третій сезон, прем'єра якого відбулася 20 липня 2023 року.
Серіал має 3 сезони. Завершився 30-м епізодом, який вийшов у ефір 20 липня 2023 року.

## Сюжет

### сезон 1 (2020)
Нерозлучні подруги Медді, Гелен і Дана Сью з маленького містечка Сереніті підтримують одна одну у вирі життя, постійно балансуючи між сім'єю, стосунками та кар'єрою.

### сезон 2 (2022)
Подруги долають труднощі в стосунках, зцілюють старі рани та пристосовуються до нових умов. Життя — низка солодких і гірких моментів: магнолії теж мають різний аромат.

### сезон 3 (2023)
Після сутички в Салліванз подруги постають перед новими труднощами, а сімейні й особисті проблеми перевіряють на міцність їхні стосунки.

## Актори та персонажі

### Головні
| Актор             | Роль                  |
| ----------------- | --------------------- |
| Джоанна Гарсіа    | Медді Таунсенд        |
| Брук Елліотт      | Дана Сью Салліван     |
| Хезер Хедлі       | Хелен Декатур         |
| Логан Аллен       | Кайл Таунсенд         |
| Аннеліз Джадж     | Енні Салліван         |
| Карсон Роуленд    | Тайлер «Тай» Таунсенд |
| Джастін Брюнінг   | Кел Меддокса          |
| Кріс Кляйн        | Білл Таунсенд         |
| Джеймі Лінн Спірс | Норін Фіцгіббонс      |
| Діон Джонстон     | Ерік Вітлі            |
| Брендон Квінн     | Ронні Салліван        |
| Кріс Медлін       | Айзек Дауні           |

### Повторювані
| Актор                  | Роль               |
| ---------------------- | ------------------ |
| Б'янка Беррі Тарантіно | Кеті Таунсенд      |
| Елла Грейс Хелтон      | Кеті Таунсенд      |
| Френк Оклі III         | Харлан Біксбі      |
| Аллісон Гебріель       | Мері Вон Льюїс     |
| Сімоне Локхарт         | Неллі Льюїс        |
| Бріттані Л. Сміт       | Пеггі Мартін       |
| Трейсі Боннер          | пастор Джун Вілкс  |
| Шарль Лоулор           | Коллінз Літлфілд   |
| Гарлан Друм            | Керолайн Метні     |
| Сем Ешбі               | Джексон Льюїс      |
| Хантер Бурк            | Троттер Відхяркорн |
| Ел-Джеліл Нокс         | Гейба Везерспун    |
| Майкл Шенефельт        | Райан Вінгейт      |
| Майкл Мей              | Саймон Спрай       |
| Каролін Лагерфельт     | Паула Вріланд      |
| Чейз Андерсон          | Джеремі Рейнольдс  |
| Джанет Г'юберт         | Бев Декайте        |
| Джейсон Тернер         | Зік Декайте        |

## Сезони
| Сезон | Епізоди | Епізоди | Оригінальний показ | Оригінальний показ | Оригінальний показ |
| Сезон | Епізоди | Епізоди | Перший показ       | Останній показ     | Мережа             |
| ----- | ------- | ------- | ------------------ | ------------------ | ------------------ |
| 1     | 10      | 10      | 19 травня 2020     | 19 травня 2020     | Netflix            |
| 2     | 10      | 10      | 4 лютого 2022      | 4 лютого 2022      | Netflix            |
| 3     | 10      | 10      | 20 липня 2023      | 20 липня 2023      | Netflix            |

## Список серій

### Сезон 1 (2020)
| № | #  | Назва                                              | Режисер       | Сценарист          | Перший ефір у США |
| --- | -- | -------------------------------------------------- | ------------- | ------------------ | ----------------- |
| 1 | 1  | «Відверто» «Pour It Out»                           | Норман Баклі  | Шеріл Дж. Андерсон | 19 травня 2020    |
| На очах усього містечка Медді намагається оговтатися після гріхопадіння Білла. Дана Сью розбирається з проблемами на кухні. А Хелен робить покупку, що змінить їхні життя. |    |                                                    |               |                    |                   |
| 2 | 2  | «Згуртовано» «A United Front»                      | Норман Баклі  | Шеллі Мілз         | 19 травня 2020    |
| Медді обговорює з тренером Келом проблеми Тайлера на бейсбольному полі й за його межами. Хелен прагне відновити злагоду в спустошеній родині.                              |    |                                                    |               |                    |                   |
| 3 | 3  | «Подай води спраглому» «Give Drink to the Thirsty» | Келлі Вільямс | Ентоні Еплінг      | 19 травня 2020    |
| Трійця не може втілити плани щодо ремонту через численні затримки. Медді укладає угоду з Біллом, а Дана Сью розривається між роботою та домом. Кайл відкривається Норін.   |    |                                                    |               |                    |                   |
| 4 | 4  | «Позбудься зайвого» «Lay It All Down»              | Келлі Вільямс | Франческа Батлер   | 19 травня 2020    |
| Усе містечко починає обговорювати нового друга Медді. Дана Сью тривожиться через стан свого здоров’я, а Хелен приймає юридичну претензію на свій рахунок.                  |    |                                                    |               |                    |                   |
| 5 | 5  | «Танцюй, наче востаннє» «Dance First, Think Later» | Норман Баклі  | Карон Чампіон      | 19 травня 2020    |
| Матінка-природа, нетямущий підрядник і давня суперниця Медді — усі, здається, змовилися зруйнувати грандіозне відкриття спа. Тайлер допомагає Енні вибратися з халепи.     |    |                                                    |               |                    |                   |
| 6 | 6  | «Добрими намірами» «All Best Intentions»           | Норман Баклі  | Шеллі Мілз         | 19 травня 2020    |
| Медді переймається через зацікавлені погляди, коли проводить час із Келом. Енні почувається зрадженою Тайлером, а Білл дивує дітей незвичайним проханням.                  |    |                                                    |               |                    |                   |
| 7 | 7  | «Ось моя рука» «Hold My Hand»                      | Лаура Нисбет  | Ентоні Еплінг      | 19 травня 2020    |
| Стосунки Медді й Кела стають проблемою, Хелен підтримує ученицю, яка бере участь в інсценуванні суду, Норін зустрічає бажаного гостя, а Ерік зближується з Айзеком.        |    |                                                    |               |                    |                   |
| 8 | 8  | «Люди ці дурні» «What Fools These Mortals Be»      | Лаура Нисбет  | Франческа Батлер   | 19 травня 2020    |
| Наслідки хибних рішень Білла впливають на його близьких. Норін приходить на виставу Кайла, а Медді з Келом роблять великий крок уперед.                                    |    |                                                    |               |                    |                   |
| 9 | 9  | «Де мене знайдеш» «Where You Find Me»              | Норман Баклі  | Карон Чампіон      | 19 травня 2020    |
| Уранці перед інсценуванням суду всіх тривожить поведінка Кайла. Тим часом Дана Сью відчуває, як між нею та симпатичним фермером спалахує іскра.                            |    |                                                    |               |                    |                   |
| 10 | 10 | «Зливи й веселки» «Storms and Rainbows»            | Норман Баклі  | Шеріл Дж. Андерсон | 19 травня 2020    |
| Наближається випускний. Медді ухвалює рішення щодо Кела, Дана Сью намагається захистити своє майбутнє, а Хелен терміново кличе подруг на «Маргариту».                      |    |                                                    |               |                    |                   |

### Сезон 2 (2022)
| № | #  | Назва                                                  | Режисер           | Сценарист          | Перший ефір у США |
| --- | -- | ------------------------------------------------------ | ----------------- | ------------------ | ----------------- |
| 11 | 1  | «Частування та страждання» «Casseroles and Casualties» | Норман Баклі      | Шеріл Дж. Андерсон | 4 лютого 2022     |
| Сім’ї чекають на новини від лікарів у приймальні. Тайлер змушений змінити плани на сезон. Гелен робить оголошення за келихом «Маргарити».                             |    |                                                        |                   |                    |                   |
| 12 | 2  | «Багато можна сказати» «So Much to Say»                | Норман Баклі      | Ентоні Еплінг      | 4 лютого 2022     |
| Гелен допомагає Айзеку з пошуками відповідей, у Дани Сью фінансові проблеми з рестораном, а Медді намагається з’ясувати, що сталося з її сином.                       |    |                                                        |                   |                    |                   |
| 13 | 3  | «Що більше все змінюється» «The More Things Change»    | Мікелті Вільямсон | Валері Вудс        | 4 лютого 2022     |
| Тренер Кел і Тай долають розчарування, а Гелен переживає нове потрясіння. До Дани Сью пізно ввечері приходить гість.                                                  |    |                                                        |                   |                    |                   |
| 14 | 4  | «Шлях віри» «Walk of Faith»                            | Мікелті Вільямсон | Карон Чампіон      | 4 лютого 2022     |
| Медді оглядає ділянку за спа-центром, і в неї виникає ще більше запитань. Гелен шукає відповіді в книзі, яку залишила біологічна мати Айзека.                         |    |                                                        |                   |                    |                   |
| 15 | 5  | «Великі сподівання» «Great Expectations»               | Норман Баклі      | Шані Ам. Мур       | 4 лютого 2022     |
| Мешканці Сереніті обговорюють стосунки Дани Сью в соцмережах. Медді з’ясовує, хто — дяка їм за доброту — відповідальний за проблему з автостоянками в місті.          |    |                                                        |                   |                    |                   |
| 16 | 6  | «Якщо зможеш, то пробач» «Find It in Your Heart»       | Норман Баклі      | Ентоні Еплінг      | 4 лютого 2022     |
| Магнолії втілюють черговий етап свого плану за спиною в мера, а Гелен й Ерік своїм виступом у караоке дають жителям міста привід попліткувати.                        |    |                                                        |                   |                    |                   |
| 17 | 7  | «Крихкі речі» «Fragile Things»                         | Янгзом Брауен     | Валері Вудс        | 4 лютого 2022     |
| Нові починання та нове життя — Сереніті вітає дитину Норін. Біологічна мати Айзека розповідає йому свою історію, а Ерік розкриває Гелен правду про своє важке минуле. |    |                                                        |                   |                    |                   |
| 18 | 8  | «Правила гри» «The Rules of the Game»                  | Янгзом Брауен     | Карон Чампіон      | 4 лютого 2022     |
| Поширення петиції швидко набирає обертів, Медді з Келом відвідують благодійний захід, а Ронні змушує Дану Сью ухвалити рішення.                                       |    |                                                        |                   |                    |                   |
| 19 | 9  | «Серденько» «Dear Heart»                               | Мері Лу Беллі     | Шані Ам. Мур       | 4 лютого 2022     |
| Друзі збираються, аби спланувати свято життя. Шлюбна терапія Ронні й Дани Сью починається не дуже вдало. Айзек зустрічає рідного батька.                              |    |                                                        |                   |                    |                   |
| 20 | 10 | «Якщо ти схочеш — згадуй» «If Thou Wilt, Remember»     | Мері Лу Беллі     | Шеріл Дж. Андерсон | 4 лютого 2022     |
| Спливає скандальне минуле Кела, до Сереніті повертається неприємна знайома, а Хелен мусить ухвалити доленосне рішення.                                                |    |                                                        |                   |                    |                   |

### Сезон 3 (2023)
| № | #  | Назва                                                       | Режисер       | Сценарист                        | Перший ефір у США |
| --- | -- | ----------------------------------------------------------- | ------------- | -------------------------------- | ----------------- |
| 21 | 1  | «Секрети, якими варто поділитися» «Meaning to Tell You»     | Норман Баклі  | Шеріл Дж. Андерсон               | 20 липня 2023     |
| Після інциденту в ресторані несподіваний союзник пропонує Келу свою допомогу. Гелен розкриває свою болісну таємницю, а Медді розпитує Тайлера про чутки.               |    |                                                             |               |                                  |                   |
| 22 | 2  | «Компроміс» «Meet Me Where I Am»                            | Норман Баклі  | Карон Чампіон                    | 20 липня 2023     |
| Ерік відкривається Айзеку, а Гелен обмірковує своє майбутнє. Медді розповідає про угоду з Келом за келихом «Маргарити». Дана Сью та Ронні планують вечірку.            |    |                                                             |               |                                  |                   |
| 23 | 3  | «Шукачі» «The Searchers»                                    | Лорен Пецке   | Ентоні Еплінг                    | 20 липня 2023     |
| Конкуренція загострюється, друзі сваряться, а мешканці міста збираються на фестиваль. Кеті будує плани помсти.                                                         |    |                                                             |               |                                  |                   |
| 24 | 4  | «Будь сміливою» «Be Bold»                                   | Лорен Пецке   | Баррет Гелмс                     | 20 липня 2023     |
| Після оголошення мера Пеггі починає розслідувати його діяльність. Дана Сью дізнається, чому міс Френсіс зробила їй такий подарунок. Гелен пропонує Сісі інший варіант. |    |                                                             |               |                                  |                   |
| 25 | 5  | «Основа» «On This Foundation»                               | Норман Баклі  | Шані Ам. Мур                     | 20 липня 2023     |
| Мері Вон має грандіозну новину для Білла й Кайла. Енні насолоджується святом мрії, доки його не руйнують. Ерік зустрічає нову мешканку Сереніті.                       |    |                                                             |               |                                  |                   |
| 26 | 6  | «Зоря, щоб тримати курс» «And a Star to Steer Her By»       | Норман Баклі  | Карон Чампіон, Ентоні Еплінг     | 20 липня 2023     |
| Друзі допомагають Гарлану в скрутну хвилину. Медді й Дана Сью наймають косметолога. Гелен свариться з подругами й отримує жахливу новину.                              |    |                                                             |               |                                  |                   |
| 27 | 7  | «Хтось, кого я хочу побачити» «Somebody I'm Longing to See» | Джой Лейн     | Ентоні Еплінг                    | 20 липня 2023     |
| Засмучена Гелен знаходить розраду в рідних, які живуть не в місті. Білл хоче відігравати більш значну роль у житті доньки. Дана Сью натрапляє на жахливий безлад.      |    |                                                             |               |                                  |                   |
| 28 | 8  | «Перемога на чужому полі» «Beat Me at My Own Game»          | Джой Лейн     | Шані Ам. Мур                     | 20 липня 2023     |
| Ронні дає Кеті бажане, але ціна виявляється дуже високою. Ерік зустрічає Джеремі й починає все розуміти. Молодь хоче відновити дитячий майданчик.                      |    |                                                             |               |                                  |                   |
| 29 | 9  | «Зіпсований телефон» «A Game of Telephone»                  | Мері Лу Беллі | Баррет Гелмс                     | 20 липня 2023     |
| Під час вечері з Медді й Келом його колишня псує всім настрій. У Кайла з’являється таємна шанувальниця. Дана Сью змінює плани на вечірку.                              |    |                                                             |               |                                  |                   |
| 30 | 10 | «Збережене місце» «Save My Place»                           | Мері Лу Беллі | Шеріл Дж. Андерсон, Сара Джумель | 20 липня 2023     |
| Ерік ухвалює рішення про своє майбутнє. Міс Пола розповідає свій новий план. Містяни збираються, щоб привітати щасливу пару, аж раптом з’являється небажана гостя.     |    |                                                             |               |                                  |                   |

## Відгуки критиків
| Сезон | Відгуки критиків  |
| Сезон | Rotten Tomatoes   |
| ----- | ----------------- |
| 1     | 78 % (9 рецензій) |
| 2     | 80 % (5 рецензій) |
| 3     | 71 % (7 рецензії) |

#### Сезон 1
На сайті-агрегаторі рецензій Rotten Tomatoes перший сезон має 78 % «свіжості» на основі 9 рецензій із середнім рейтингом 6,2/10.

#### Сезон 2
На сайті-агрегаторі рецензій Rotten Tomatoes другий сезон має 80 % «свіжості» на основі 5 рецензій із середнім рейтингом 8,0/10.

#### Сезон 3
На сайті-агрегаторі рецензій Rotten Tomatoes третій сезон має 71 % «свіжості» на основі 7 рецензій із середнім рейтингом 6,3/10.